# Four Sarrazin
Four Sarrazin, auch Pierres Chevêches (deutsch „Steine der Eulen“) genannt, ist ein Langhügel mit Steineinbauten („terte funeraire“) am Rand der Heide von Cojoux, in der Gemeinde Saint-Just im bretonischen Département Ille-et-Vilaine in Frankreich.
Der Hügel hat einen trapezoiden Plan mit abgerundetem Ende und ist von kleinen Schiefersteinen eingefasst. Er ist noch 22 m lang, 7 m breit und weniger als 1 m hoch erhalten. Die megalithische Grabkammer ist länglich, momentan noch 7 m lang und durchschnittlich 1,2 m breit. Sie besteht aus 14 Orthostaten und drei Decksteinen. Zwei kleine Steine an der Südseite der Kammer ließen J. L’Helgouach 1967 vermuten, dass es sich um eine Kammer mit seitlichem Zugang handele, vergleichbar mit der von de Crec’h-Quillé in Saint-Quay-Perros.

## Grotte des Fées de Tréal

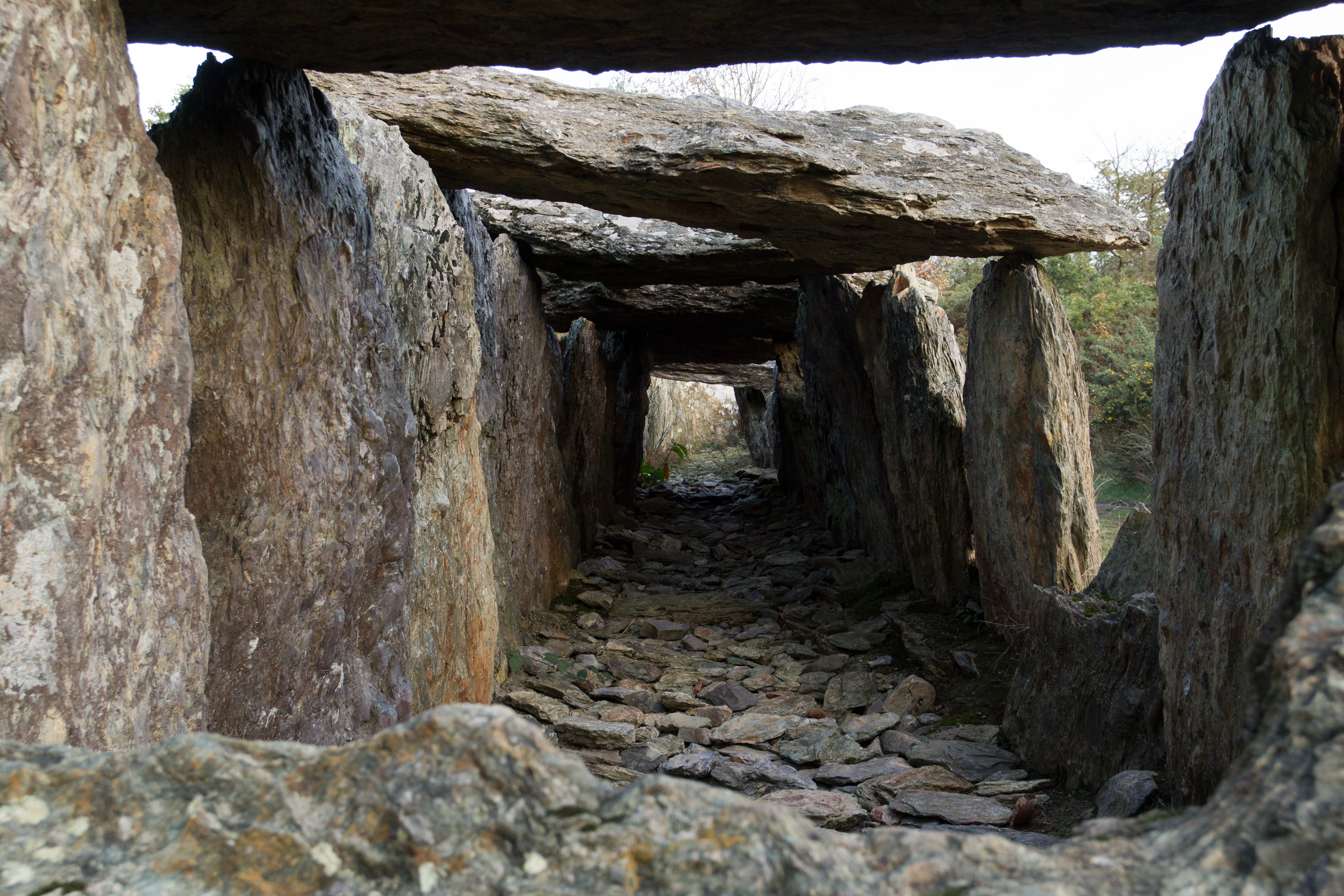
Grotte des Fées de Tréal

Ein weiteres, jedoch stärker beschädigtes Galeriegrab liegt drei Kilometer nordwestlich von Saint-Just bei Tréal in einem Hügel. Es ist 15 m lang und zählt noch 23 Trag- und sieben Decksteine und hat stark außermittig versetzt einen seitlichen Zugang, der aus zwei Steinen besteht.
Die Alignements du Moulin de Cojoux sind drei aus Menhiren bestehende Steinreihen, die sich ebenfalls in der Nähe befinden.